# Суботич, Йован
Йо́ван Субо́тич (серб. Јован Суботић; 30 января 1817, Добринци, Срем, Австрийская империя — 16 января 1886, Земун, Австро-Венгрия) — сербский поэт, писатель

, драматург, журналист, политик, редактор и юрист. Доктор философии (1836) и права (1840). Член Сербской академии наук и искусств (1864).

## Биография
С 1833 года изучал право в университете Пешта (ныне Будапештский университет). Был одним из самых известных активистов студенческого движения, избирался президентом Сербского студенческого союза.
Окончив университет, поселился в Пеште, занялся юридической практикой. Сотрудничал с газетой «Сербский народный листок» (Srbski narodni list).
Член сербского литературно-научного и культурно-просветительского общества «Матица сербская». В 1842—1853 гг. редактировал его печатный орган — журнал «Летопис Матице српске».
В 1848 г. был участником Славянского конгресса, состоявшегося в Праге. Во время революции 1848 года был инициатором и организатором съезда сербов в Пеште, который имел задачу, учитывая общую политическую ситуацию в Австрийской империи, сформулировать требования Сербии к монархии. В том же году принял участие в майской Ассамблее в Сремских Карловцах, в ходе которой была создана Карловацкая патриархия и избран первый патриарх восстановленного Сербского патриархата Православной церкви Иосиф (Раячич).
Как политик, придерживался умеренно-либеральных взглядов, был сторонником идей Светозара Милетича. Служил членом Верховного суда в Загребе.
Отец хирурга Воислава Суботича (1859–1923).

## Творчество

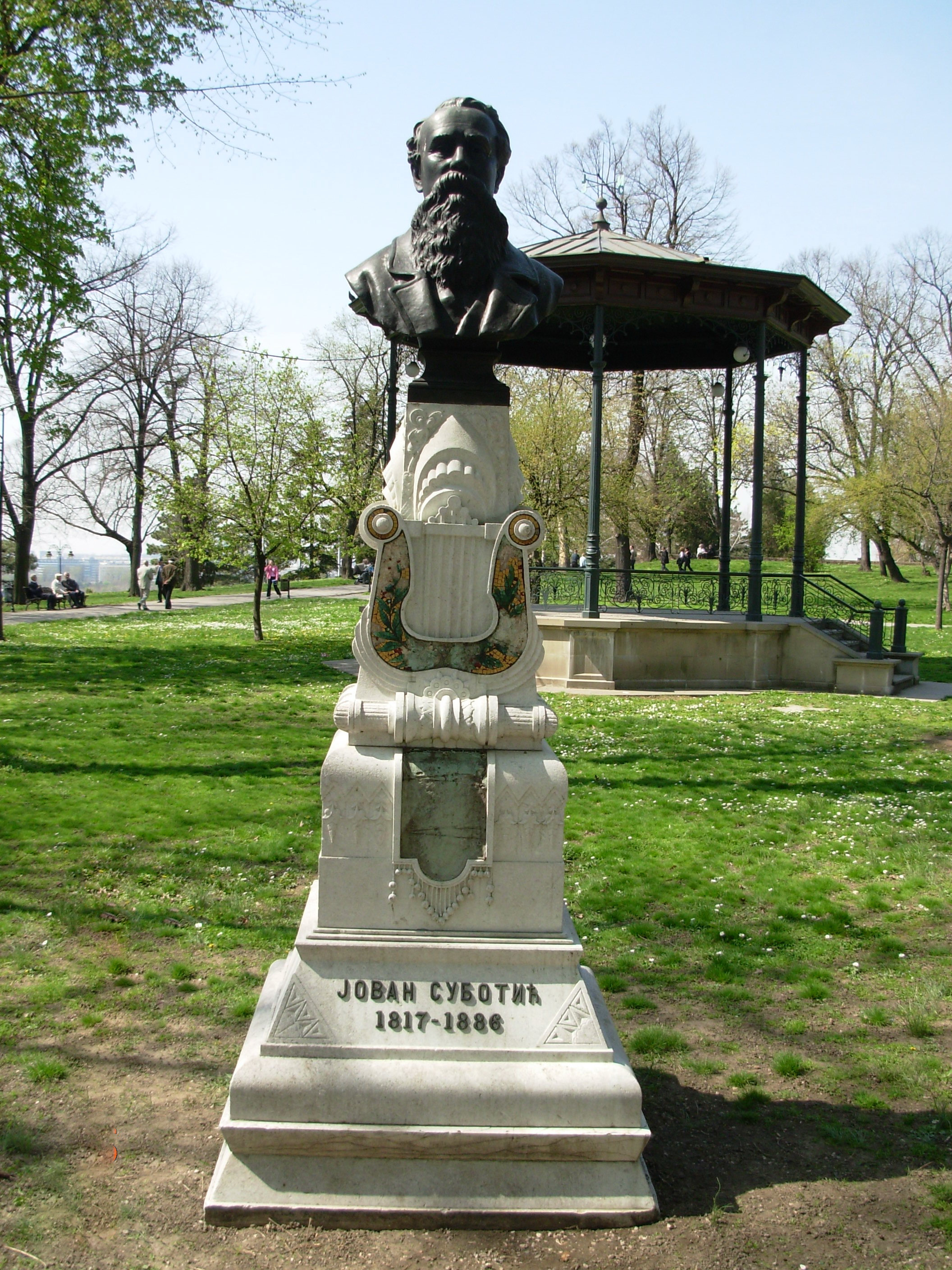
Памятник Йовану Суботичу в Белграде скульптора Дж. Йовановича

Ещё до поступления в университет публиковал свои стихи, во время учёбы издал книгу поэзии под названием «Лира» (1837), в 1843 году еще один том стихов под названием «Bosilj».
Литературное творчество начинал с лирической поэзии романтического направления. Большим успехом пользовались его драмы на национально-исторические темы, такие как «Херцег-Владислав», «Немања», «Милош Обилић» и «Звонимир», принесшие ему популярность.

## Избранная библиография
- 1837: «Lira» (поэма)
- 1838: «Potopljena Pešta»
- 1838: «Uvjenčana Nadežda» (драматическая аллегория)
- 1843: «Bosilje» (лирическая поэма и баллады)
- 1846: «Kralj Dečanski» (эпическая поэма)
- 1862: «Herceg Vladislav»
- 1863: «Nemanja» (драма)
- 1868: «Zvonimir» (драма)
- 1869: «Miloš Obilić» (трагедия)
- 1869: «Bodin»
- 1864: «Epilog»
- 1866: «Apoteoza Jelačića Bana»
- 1881: «Kaluđer» (роман)